# Valy (district de Pardubice)
Pour les articles homonymes, voir Valy.
Valy (en allemand : Walle) est une commune du district de Pardubice, dans la région de Pardubice, en République tchèque. Sa population s'élevait à 516 habitants en 2024.

## Géographie
Valy se trouve sur la rive gauche de l'Elbe, à 12 km à l'ouest de Pardubice, à 26 km au sud-ouest de Hradec Králové et à 85 km à l'est de Prague.
La commune est limitée par Přelouč au sud-ouest, à l'ouest et au nord, par Pardubice et Bezděkov à l'est, et par Veselí au sud.

## Histoire
La première mention écrite de la localité date de 1405.

## Galerie

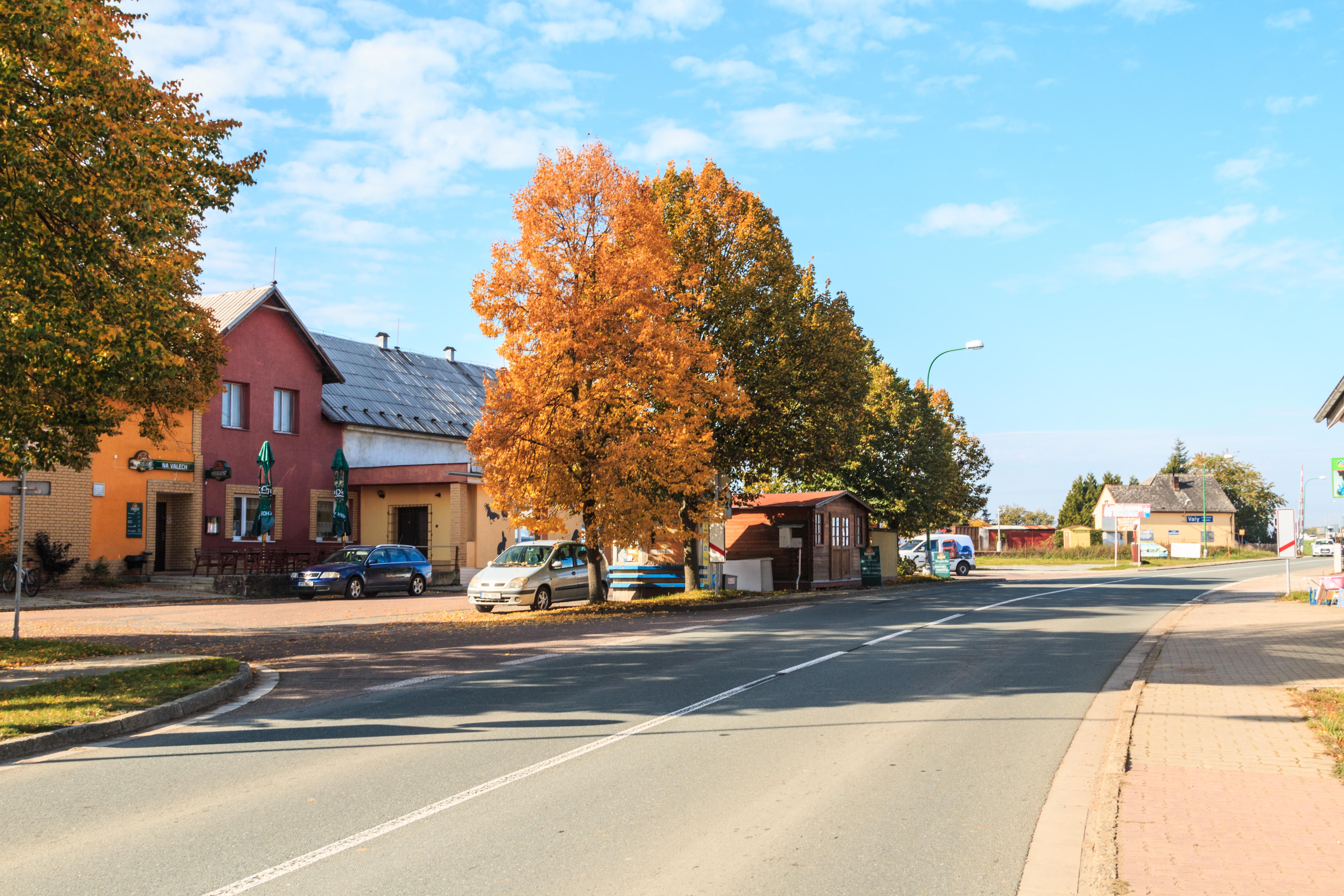
Centre de Valy.
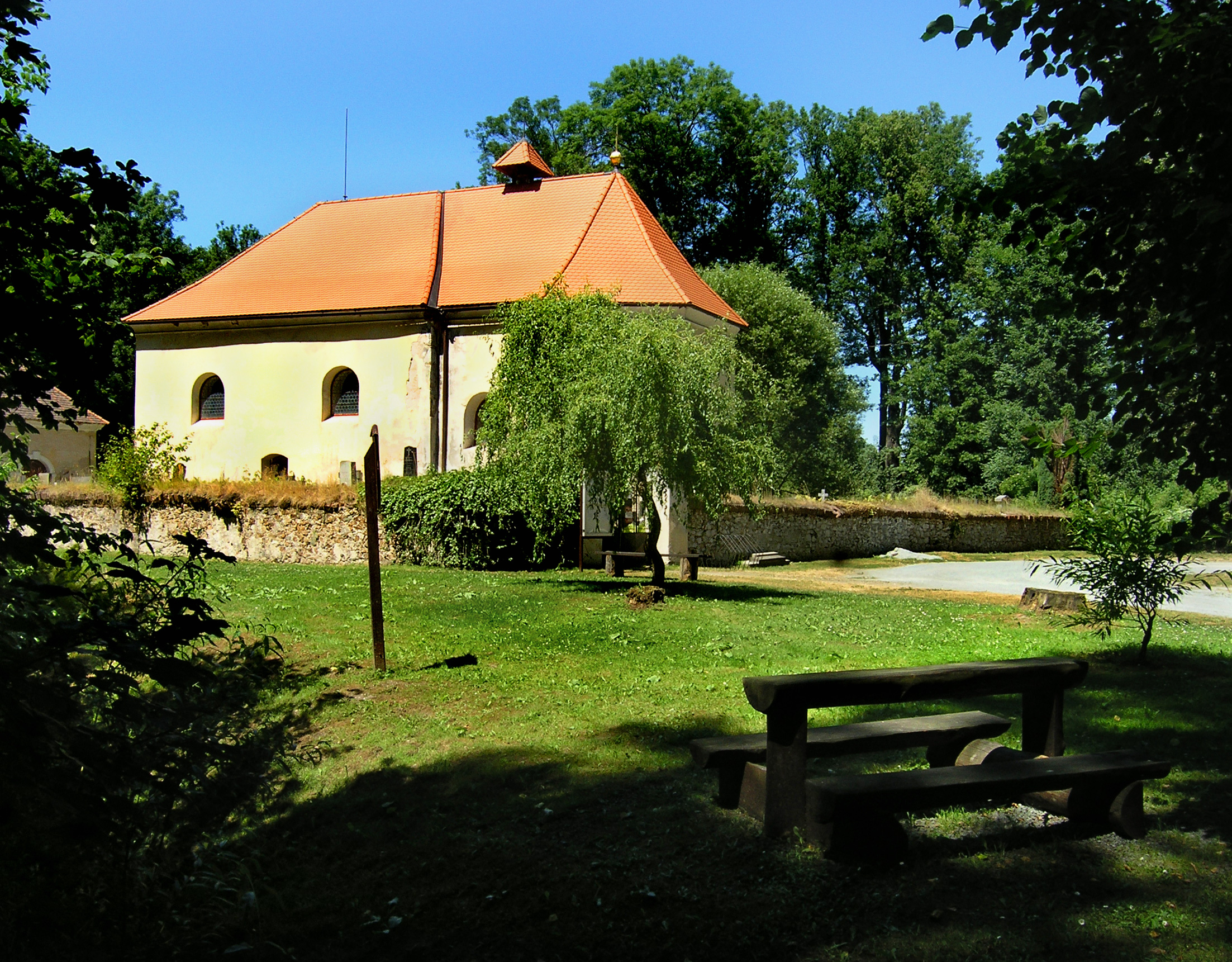
Église Saint-Michel à Lepějovice.

## Transports
Par la route, Valy se trouve à 5 km de Přelouč, à 14 km de Pardubice et à 102 km de Prague. 